# زئون فای
زئون فای (انگلیسی: Xeon Phi) نامی است که به دنباله‌ای از پردازنده‌های چندهسته‌ای طراحی، ساخته، بازایابی و فروخته شده توسط اینتل که بازار ابررایانه‌ها، سازمان و ایستگاه‌های کاری پیشرفته را هدف قرار داده، داده شده است.

## تاریخچه

### نایتز کرنر
نایتز کرنر (انگلیسی: Knights Corner) با استفاده از چیپ‌های پردازشی با اندازه‌ی ۲۲ نانومتر و فناوری گیت سه‌گانه اینتل با بیش از ۵۰ هسته در چیپ ساخته شده است. این گروه از پردازنده‌ها اولین محصول تجاری اینتل در رده‌ی فراوان‌هسته‌ای  (انگلیسی: Many Integrated Core) به شمار می‌رود.

### نایتز لندینگ
نایتز لندینگ (انگلیسی: Knights Landing) اسم رمز برای محصولات مبتنی بر معماری نسل دوم پردازنده‌های فراوان‌هسته‌ای اینتل است. 
نایتزلندینگ با استفاده از حداکثر ۷۲ هسته‌ی اتم با ۴ ریسه در هسته ساخته شده است. سوکت LGA ۳۶۴۷ امکان پشتیبانی تا سقف ۳۸۴ گیگابایت حافظه‌ی DDR4 ۲۱۳۳ دور و ۸ تا ۱۶ گیگابایت حافظه‌ی انباشته نزدیک از نوع حافظه‌ی پویای چند کاناله (انگلیسی: MCDRAM) را فراهم می‌کند. 

#### مدل‌ها
همه‌ی مدل‌ها می‌توانند در حالتی که یک یا دو هسته در حال کار هستند، با افزودن ۲۰۰ مگاهرتز به فرکانس پایه‌ی خود به حداکثر سرعت برسند. 
| زئون فای مجموعه‌ی ۷۲۰۰ | شماره‌ی توصیف | هسته‌ها(ریسه‌ها) | سرعت پردازش | سرعت پردازش | حافظه‌ی نهان سطح دو | حافظه MCDRAM | حافظه MCDRAM           | حافظه‌ی DDR4  | حافظه‌ی DDR4             | سقف فلاپس       | توان طراحی گرمایی(W) | سوکت              | تاریخ عرضه   | شماره‌ی قطعه     |
| زئون فای مجموعه‌ی ۷۲۰۰ | شماره‌ی توصیف | هسته‌ها(ریسه‌ها) | پایه        | توربو       | حافظه‌ی نهان سطح دو | کمیت         | پهنای باند             | کمیت         | پهنای باند              | سقف فلاپس       | توان طراحی گرمایی(W) | سوکت              | تاریخ عرضه   | شماره‌ی قطعه     |
| --------------------- | ------------ | -------------- | ----------- | ----------- | ------------------ | ------------ | ---------------------- | ------------ | ----------------------- | --------------- | -------------------- | ----------------- | ------------ | --------------- |
| Xeon Phi 7210         | SR2ME (B0)   | (۲۵۶) ۶۴       | ۱۳۰۰        | ۱۵۰۰        | ۳۲ مگابایت         | ۱۶ گیگابایت  | ۴۰۰+ گیگابایت در ثانیه | ۳۸۴ گیگابایت | ۱۰۲/۴ گیگابایت در ثانیه | ۲۶۶۲ گیگافلاپس  | ۲۱۵                  | \| SVLCLGA3647 \| | ۲۰ ژوئن ۲۰۱۶ | HJ8066702859300 |
| Xeon Phi 7210         | SR2X4 (B0)   | (۲۵۶) ۶۴       | ۱۳۰۰        | ۱۵۰۰        | ۳۲ مگابایت         | ۱۶ گیگابایت  | ۴۰۰+ گیگابایت در ثانیه | ۳۸۴ گیگابایت | ۱۰۲/۴ گیگابایت در ثانیه | ۲۶۶۲ گیگافلاپس  | ۲۱۵                  | \| SVLCLGA3647 \| | ۲۰ ژوئن ۲۰۱۶ | HJ8066702859300 |
| Xeon Phi 7210F        | SR2X5 (B0)   | (۲۵۶) ۶۴       | ۱۳۰۰        | ۱۵۰۰        | ۳۲ مگابایت         | ۱۶ گیگابایت  | ۴۰۰+ گیگابایت در ثانیه | ۳۸۴ گیگابایت | ۱۰۲/۴ گیگابایت در ثانیه | ۲۶۶۲ گیگافلاپس  | ۲۳۰                  | \| SVLCLGA3647 \| | ۲۰ ژوئن ۲۰۱۶ | HJ8066702975000 |
| Xeon Phi 7230         | SR2MF (B0)   | (۲۵۶) ۶۴       | ۱۳۰۰        | ۱۵۰۰        | ۳۲ مگابایت         | ۱۶ گیگابایت  | ۴۰۰+ گیگابایت در ثانیه | ۳۸۴ گیگابایت | ۱۰۲/۴ گیگابایت در ثانیه | ۲۶۶۲ گیگافلاپس  | ۲۱۵                  | \| SVLCLGA3647 \| | ۲۰ ژوئن ۲۰۱۶ | HJ8066702859400 |
| Xeon Phi 7230         | SR2X3 (B0)   | (۲۵۶) ۶۴       | ۱۳۰۰        | ۱۵۰۰        | ۳۲ مگابایت         | ۱۶ گیگابایت  | ۴۰۰+ گیگابایت در ثانیه | ۳۸۴ گیگابایت | ۱۰۲/۴ گیگابایت در ثانیه | ۲۶۶۲ گیگافلاپس  | ۲۱۵                  | \| SVLCLGA3647 \| | ۲۰ ژوئن ۲۰۱۶ | HJ8066702859400 |
| Xeon Phi 7230F        | SR2X2 (B0)   | (۲۵۶) ۶۴       | ۱۳۰۰        | ۱۵۰۰        | ۳۲ مگابایت         | ۱۶ گیگابایت  | ۴۰۰+ گیگابایت در ثانیه | ۳۸۴ گیگابایت | ۱۰۲/۴ گیگابایت در ثانیه | ۲۶۶۲ گیگافلاپس  | ۲۳۰                  | \| SVLCLGA3647 \| | ۲۰ ژوئن ۲۰۱۶ | HJ8066702269002 |
| Xeon Phi 7250         | SR2MD (B0)   | (۲۷۲) ۶۸       | ۱۴۰۰        | ۱۶۰۰        | ۳۴ مگابایت         | ۱۶ گیگابایت  | ۴۰۰+ گیگابایت در ثانیه | ۳۸۴ گیگابایت | ۱۰۲/۴ گیگابایت در ثانیه | ۳۰۴۶ گیگا فلاپس | ۲۱۵                  | \| SVLCLGA3647 \| | ۲۰ ژوئن ۲۰۱۶ | HJ8066702859200 |
| Xeon Phi 7250         | SR2X1 (B0)   | (۲۷۲) ۶۸       | ۱۴۰۰        | ۱۶۰۰        | ۳۴ مگابایت         | ۱۶ گیگابایت  | ۴۰۰+ گیگابایت در ثانیه | ۳۸۴ گیگابایت | ۱۰۲/۴ گیگابایت در ثانیه | ۳۰۴۶ گیگا فلاپس | ۲۱۵                  | \| SVLCLGA3647 \| | ۲۰ ژوئن ۲۰۱۶ | HJ8066702859200 |
| Xeon Phi 7250F        | SR2X0 (B0)   | (۲۷۲) ۶۸       | ۱۴۰۰        | ۱۶۰۰        | ۳۴ مگابایت         | ۱۶ گیگابایت  | ۴۰۰+ گیگابایت در ثانیه | ۳۸۴ گیگابایت | ۱۰۲/۴ گیگابایت در ثانیه | ۳۰۴۶ گیگا فلاپس | ۲۳۰                  | \| SVLCLGA3647 \| | ۲۰ ژوئن ۲۰۱۶ | HJ8066702268900 |
| Xeon Phi 7290         | SR2WY (B0)   | (۲۸۸) ۷۲       | ۱۵۰۰        | ۱۷۰۰        | ۳۶ مگابایت         | ۱۶ گیگابایت  | ۴۰۰+ گیگابایت در ثانیه | ۳۸۴ گیگابایت | ۱۰۲/۴ گیگابایت در ثانیه | ۳۴۵۶ گیگا فلاپس | ۲۴۵                  | \| SVLCLGA3647 \| | ۲۰ ژوئن ۲۰۱۶ | HJ8066702974700 |
| Xeon Phi 7290F        | SR2WZ (B0)   | (۲۸۸) ۷۲       | ۱۵۰۰        | ۱۷۰۰        | ۳۶ مگابایت         | ۱۶ گیگابایت  | ۴۰۰+ گیگابایت در ثانیه | ۳۸۴ گیگابایت | ۱۰۲/۴ گیگابایت در ثانیه | ۳۴۵۶ گیگا فلاپس | ۲۶۰                  | \| SVLCLGA3647 \| | ۲۰ ژوئن ۲۰۱۶ | HJ8066702975200 |
| SVLCLGA3647           |              |                |             |             |                    |              |                        |              |                         |                 |                      |                   |              |                 |

## رقیب‌ها
- انویدیا تسلا، یک رقیب مستقیم در بازار ابررایانه
- Radeon Pro و  Radeon Instinct محصولاتی از ای‌ام‌دی